# 新光丸事件
新光丸事件（しんこうまるじけん）とは、北朝鮮（朝鮮民主主義人民共和国）によるスパイ事件。1957年（昭和32年）12月28日、海上保安庁検挙（摘発）。

## 概要
北朝鮮工作員の松田博こと全基永（30歳）が北朝鮮の工作船「新光丸」を用いて、1957年12月28日、京都府与謝郡伊根町の伊根港から密出国しようとして海上保安庁が摘発した事件である。携行品は無線機や暗号文書などであった。全は1953年（昭和28年）、イギリス領香港を経由して神奈川県横浜市の横浜港から密入国しており、すでに日本国内で活動中の通信技師として、工作機関から北朝鮮本国への無線連絡を担当していた。工作機関が収集した日本の政治・経済・防衛等に関する情報を暗号化して無電で報告するのが彼の役割で、調べによれば、「新光丸」は全基永検挙の2日前に5人の工作員を密入国させていたという。
1958年（昭和33年）5月12日、京都地方裁判所舞鶴支部において、裁判の結果、全基永に対し、出入国管理令（出入国管理及び難民認定法）・外国人登録法および電波法違反の罪で懲役1年の判決が下された。
なお、当時の『週刊読売』には「北鮮スパイに偽装日本船 女性もおどる“西の出入口”伊根港 【京都】」と題する記事が掲載されている。それによれば、北朝鮮社会安全省の直属機関「東海貿易商事遮湖出張所」（咸鏡南道）の指導的立場にあった工作員李文善が「伊根港の波止場に近い八坂神社境内で1957年11月25日から28日の間、毎日正午に『ハンマーを持った男』が待っている。この男を乗せて帰れ」という指令を発し、それを受けた「新光丸」船長の田京太、機関長の朴春雄ら5人が伊根港へ潜入し、周囲に不審がられながらも指定最終日の11月28日にようやく朴春雄が上陸を果たし、ちょうど正午に八坂神社で「ハンマーを持った男」と接触して、「新光丸」に連れ帰ったという出来事を報じている。海上保安庁の職員らが新光丸に乗り込んだところ、船室内には精巧な短波無電機の装備された無線室が設けられていたという。『週刊読売』は、この事件について当局が発覚をひた隠しにしているように報じているが、その理由は記しておらず、不明な点が多い事件である。